# 巴斯 (伊利諾伊州)
巴斯（英語：Bath）是位於美國伊利諾伊州梅森縣的一個村落。

## 地理
巴斯的座標為40°11′29″N 90°08′27″W / 40.19139°N 90.14083°W，而該地最高點為海拔高度140米（即459英尺）。

## 人口
根據2010年美國人口普查的數據，巴斯的面積為0.95平方千米，當中陸地面積為0.95平方千米，而水域面積為0.00平方千米。當地共有人口333人，而人口密度為每平方千米350人。